# Felix Jones
Felix Jones Junior (* 8. Mai 1987 in Tulsa, Oklahoma) ist ein US-amerikanischer American-Football-Spieler auf der Position des Runningbacks. Er spielte zuletzt für die Pittsburgh Steelers in der National Football League (NFL).

## Spielerlaufbahn

### College
Felix Jones spielte an der High School American Football und studierte nach seinem Schulabschluss an der University of Arkansas. Bei den Arkansas Razorbacks spielte er von 2005 bis 2007 als Runningback College Football. Im Jahr 2006 erzielte er bei 154 Laufversuchen einen Raumgewinn von 1225 Yards, was einem Durchschnitt von 7,6 Yards pro Lauf entspricht. 2007 konnte er seinen Durchschnitt auf 8,7 Yards pro Lauf steigern. Er wurde daraufhin zum All American gewählt.

### NFL

#### Dallas Cowboys
Jones wurde 2008 von den Dallas Cowboys in der ersten Runde der NFL Draft als 22. Spieler ausgewählt. Er unterschrieb bei der zu diesem Zeitpunkt von Wade Phillips trainierten Mannschaft aus Dallas einen Vertrag über fünf Jahre mit einem Einkommen von 10,525 Millionen US-Dollar. Jones wurde in der Offense der Cowboys als Backup von Runningback Marion Barber III eingesetzt. Ferner erhielt er Einsatzzeit in den Special Teams der Cowboys als Kickoff-Returner. In seinem Rookiejahr konnte er einen Kickoff über 98 Yards in die Endzone zu einem Touchdown laufen. In der Saison 2009 lag sein Laufdurchschnitt von 5,5 Yards pro Laufspielzug über den 4,4 Yards von Barber. Es gelang Jones zum ersten Mal in diesem Jahr mit seiner Mannschaft in die Play-offs einzuziehen.
In den folgenden Jahren gelang es Jones nicht sich gegen Barber durchzusetzen. Erst als dieser von den Cowboys 2011 entlassen wurde, konnte Jones als Starter für Dallas auflaufen. Doch im 5. Spiel der Saison verletzte er sich und wurde durch den Rookie DeMarco Murray ersetzt, welcher von da an Starter blieb.
Während der fünf Jahre bei den Dallas Cowboys erzielte Jones insgesamt 2.782 Yards Raumgewinn und elf Touchdowns durch Laufspielzüge, sowie 1.062 Yards Raumgewinn und drei Touchdowns durch Passspielzüge.

#### Pittsburgh Steelers
Am 14. Mai 2013 unterschrieb Jones einen Vertrag über ein Jahr mit den Philadelphia Eagles, wurde jedoch noch vor Beginn der Saison durch einen Spielertausch an die Pittsburgh Steelers abgegeben. Am 23. August 2013 tauschten die Eagles Jones gegen Adrian Robinson, einen Linebacker von den Pittsburgh Steelers.